# Greenshirts
Greenshirts (irisch Na Léinte Glasa, deutsch: Die Grünhemden) wurden die Mitglieder von Eoin O’Duffys faschistischer National Corporate Party (Abk. NCP, irisch Páirtí Náisiúnta Corparáidíoch) genannt. 1936 führte O’Duffy eine Freiwilligenbrigade, die Irish Brigade, auf Seiten Francos in den spanischen Bürgerkrieg. Nach seiner Rückkehr aus Spanien zog sich O’Duffy aus der Politik zurück. In der Folge verschwanden auch die Greenshirts und die National Corporate Party.